# كليفورد توبيس
كليفورد هنري توبيس (مواليد 1954) هو أستاذ وليام بيتشيك للرياضيات في جامعة هارفارد ويعمل في نظرية مجال القياس والهندسة التفاضلية والطبولوجيا ذات الأبعاد الضعيفة، وفي عام 2009 حاز على جائزة شو. 